# Doug E. Fresh

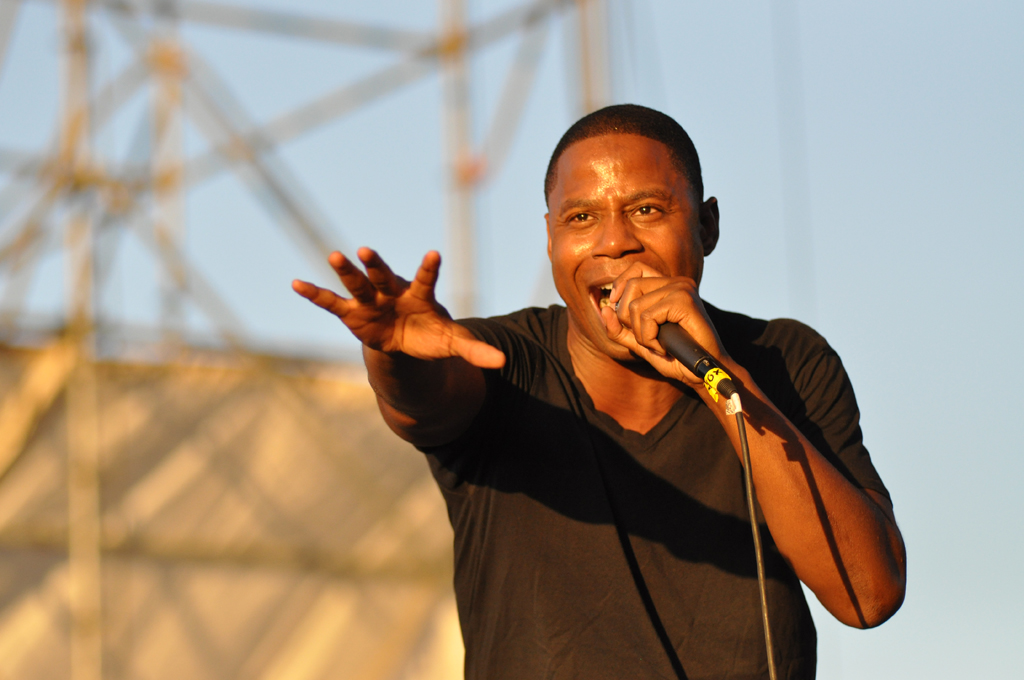
Doug E. Fresh bei einem Auftritt in Williamsburg, Brooklyn im August 2010.

Doug E. Fresh (* 17. September 1966 auf Barbados; bürgerlich Douglas E. Davis) ist ein US-amerikanischer Hip-Hop-Künstler. Bekannt wurde er insbesondere als Beatbox-Pionier. Er selbst nennt sich „The Original Human Beatbox“, da er nach Eigenangabe der erste war, der diese Kunstform ausführte.

## Biografie
Doug E. Fresh wuchs in New York auf. 1983 war er erstmals auf einer Aufnahme zu hören, wobei es sich um die 12"-Single Pass the Budda handelte, auf welcher er mit Spoonie Gee zusammenarbeitete und welche auf Spotlight erschien. Zwei Jahre später erwies sich der Song The Show als Hit, den Fresh gemeinsam mit seinem langjährigen Partner Slick Rick aufnahm. Dieser erhielt eine Goldene Schallplatte in den USA und eine Silberne Schallplatte in Großbritannien. 1986 folgte mit Oh, My God! das erste Album. Mit dem 1988 veröffentlichten Nachfolger The World's Greatest Entertainer konnte sich Fresh auf Platz 88 der Billboard Charts platzieren. Weitere eigene Alben erschienen 1992 und 1995.
Fresh wirkte außerdem an einer Vielzahl von Werken anderer Künstler als Gast mit, unter anderem 1998 an Prince’ Newpower Soul, 2004 an Ludacris' Red Light District und Nas' Street's Disciple und 2005 an Stevie Wonders Time to Love.
Anlässlich Prince’ Tod am 21. April 2016 fand am 13. Oktober 2016 in Saint Paul (US-Bundesstaat Minnesota) im Xcel Energy Center ein Tribute-Abend zu Ehren des Musikers statt, an dem unter anderem auch Fresh auftrat.

## Diskografie
- 1985: Oh, My God! (Reality)
- 1988: The World’s Greatest Entertainer (Reality)
- 1992: Doin’ What I Gotta Do (Bust It)
- 1995: Play (Gee Street)
- 1996: Alright (Gee Street)